# Godijelji
Godijelji (en serbe cyrillique : Годијељи) est un village du centre-ouest du Monténégro, dans la municipalité de Šavnik.

## Démographie

### Évolution historique de la population
| 1948 | 1953 | 1961 | 1971 | 1981 | 1991 | 2003 |
| ---- | ---- | ---- | ---- | ---- | ---- | ---- |
| 160  | 186  | 177  | 184  | 140  | 97   | 79   |